# 乌尔施米特
乌尔施米特是德国莱茵兰-普法尔茨州的一个市镇。总面积6.61平方公里，总人口250人，其中男性143人，女性107人（2011年12月31日），人口密度38人/平方公里。